# Regierung Fisher II

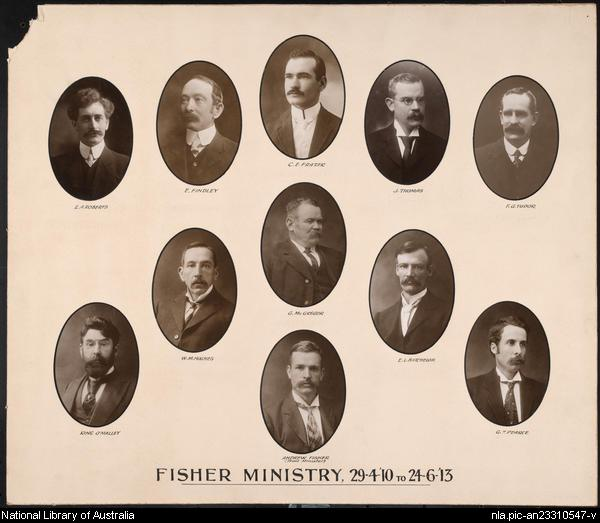
Regierung Fisher II:

Die Regierung Fisher II war die achte Regierung von Australien. Sie amtierte vom 29. April 1910 bis zum 24. Juni 1913. Alle Mitglieder der Regierung gehörten der Labor Party an.
Ihre Vorgängerregierung der Commonwealth Liberal Party unter Premierminister Alfred Deakin erlitt bei der Parlamentswahl am 13. April 1910 eine Niederlage. Labor erhielt 43 von 75 Sitzen im Repräsentantenhaus und stellte auch im Senat eine absolute Mehrheit. Fisher wurde erneut Premierminister einer Labor-Regierung. Bei der Parlamentswahl am 31. Mai 1913, wurden die Liberalen stärkste Partei, sie errangen 38 von 75 Sitzen im Repräsentantenhaus, einen mehr als Labor. Die Liberalen bildeten unter ihrem Vorsitzenden, Joseph Cook, am 24. Juni eine neue Regierung.

## Ministerliste
| Amt                                 | Minister        | Amtszeit                          | Bild |
| ----------------------------------- | --------------- | --------------------------------- | ---- |
| Premierminister und Schatzminister  | Andrew Fisher   | 29. April 1910 – 24. Juni 1913    |      |
| Generalstaatsanwalt                 | Billy Hughes    | 29. April 1910 – 24. Juni 1913    |      |
| Außenminister                       | Lee Batchelor   | 29. April 1910 – 8. Oktober 1911  |      |
| Außenminister                       | Josiah Thomas   | 14. Oktober 1911 – 24. Juni 1913  |      |
| Generalpostmeister                  | Josiah Thomas   | 29. April 1910 – 14. Oktober 1911 |      |
| Generalpostmeister                  | Charles Frazer  | 14. Oktober 1911 – 24. Juni 1913  |      |
| Verteidigungsminister               | George Pearce   | 29. April 1910 – 24. Juni 1913    |      |
| Minister für Handel und Zölle       | Frank Tudor     | 29. April 1910 – 24. Juni 1913    |      |
| Innenminister                       | King O’Malley   | 29. April 1910 – 24. Juni 1913    |      |
| Vizepräsident des Executive Council | Gregor McGregor | 29. April 1910 – 24. Juni 1913    |      |
| Minister ohne Portfolio             | Edward Findley  | 29. April 1910 – 24. Juni 1913    |      |
| Minister ohne Portfolio             | Charles Frazer  | 29. April 1910 – 14. Oktober 1911 |      |
| Minister ohne Portfolio             | Ernest Roberts  | 23. Oktober 1911 – 24. Juni 1913  |      |